# Regione di La Mé
La regione di La Mé è una delle 31 regioni della Costa d'Avorio. Situata nel distretto di Lagunes, ha per capoluogo la città di Adzopé ed è suddivisa  in quattro dipartimenti: Adzopé, Akoupé, Alépé e Yakassé-Attobrou.
La popolazione censita nel 2014 era pari a  514.700 abitanti.